# Encampment
Grand Encampment è un centro abitato (town) degli Stati Uniti d'America, situato nella Contea di Carbon dello Stato del Wyoming. Nel censimento del 2000 la popolazione era di 443 abitanti.

## Geografia fisica
Secondo i rilevamenti dell'United States Census Bureau, la località di Grand Encampment si estende su una superficie di 4,1 km², tutti occupati da terre.

## Popolazione
Secondo il censimento del 2000, a Grand Encampment vivevano 443 persone, ed erano presenti 137 gruppi familiari. La densità di popolazione era di 107 ab./km². Nel territorio comunale si trovavano 336 unità edificate. Per quanto riguarda la composizione etnica degli abitanti, il 97,52% era bianco, lo 0,45% era nativo, lo 0,68% proveniva dall'Asia e l'1,35% apparteneva a due o più razze. La popolazione di ogni razza ispanica corrispondeva allo 0,68% degli abitanti.
Per quanto riguarda la suddivisione della popolazione in fasce d'età, il 19,0% era al di sotto dei 18, il 5,2% fra i 18 e i 24, il 23,5% fra i 25 e i 44, il 36,3% fra i 45 e i 64, mentre infine il 16,0% era al di sopra dei 65 anni di età. L'età media della popolazione era di 47 anni. Per ogni 100 donne residenti vivevano 115,0 maschi.